# 佐敦·軒達臣
佐敦·布萊恩·軒達臣，MBE（1990年6月17日—），出生於英格蘭新特蘭，是一名英格蘭職業足球員，司職正中場，目前效力於英超俱樂部布伦特福德，並擔任球隊的隊長，亦是英格蘭足球代表隊的副隊長。曾擔任利物浦隊長。

## 職業生涯

### 新特蘭
佐敦·軒達臣在2008年11月1日作客車路士的比賽中以後備首次為一隊上陣。及後，在聯賽盃對布力般流浪比賽中首次在主場及正選上陣。
在2009年1月，軒達臣被外借至英冠球會高雲地利一個月，在1-2敗給打比郡的比賽中首次上陣。由於表現出色，獲延長借用到5月3日，並在2009年2月29日在對诺里奇城的比賽中取得首個入球。4月8日因傷被遣送返回新特蘭。

### 利物浦
軒達臣一直是曼聯的獵物，時任新特蘭主帥布魯士和當時的曼聯領隊費格遜曾多次盛讚軒達臣，因此令軒達臣轉會紅魔的傳聞更甚囂塵上。軒達臣的最佳位置雖然是正中場，但他亦能勝任中場多個位置，包括右中場及攻擊中場；而其精準的長傳更被多方傳媒將其形容為史高斯和碧咸的接班人。
2011年6月9日，紅軍成功以約1,600萬英鎊獲得軒達臣首肯加盟，簽署形容為「長期」的合約。軒達臣就加盟紅軍表示：「我在新特蘭度過了一段美好的時光，轉會時刻艱難的決定，但是能加盟利物浦是不容錯過的機會。」但在另一邊廂，錯失轉會目標的曼聯領隊費格遜卻否認收購失敗，並指他留意到軒達臣的跑姿有問題會容易受傷，因此放棄收購。21歲的軒達臣披上前紅軍中場大腦哈维阿朗素曾穿著的14號球衣。

#### 2011-12球季
2011年8月27日，利物浦在聯賽中主場迎戰保頓，軒達臣首次正選上陣並在開賽15分鐘為紅軍打開紀錄，射入他在利物浦的第一球，其後成功協助利物浦以3-1擊敗保頓，賽後紅軍更暫列榜首。
但其後被球迷予以厚望的軒達臣表現一直平平，有球迷指是因領隊杜格利殊將他放在右中場而引致表現一般；其後軒達臣有一段時間重回中場中路頂替重傷的盧卡斯和隊長謝拉特，但表現亦未如理想，而其一直失位和只向後場回傳的保守傳球踢法更是備受球迷批評。雖然利物浦在該球季奪得聯賽杯冠軍和足總杯亞軍，但聯賽只排第八，表現一直未如外界預期的軒達臣亦備受批評，更是令領隊杜格利殊被解約的導火線之一。2012年夏天，背負高價加盟而被外界稱為「水貨」的軒達臣更成為紅軍夏季被清洗的對象之一。當時利物浦一直追逐富咸中場丹普西，軒達臣更被當作轉會籌碼，幾乎離開紅軍。

#### 2012-13球季
一直盛傳希望將軒達臣出售的新帥羅傑斯一如外界所料，將這名年輕中場棄用，取而代之的是預備隊提拔的小將谢尔威和剛由史雲斯來投的乔·艾伦，而軒達臣亦就此經歷了大半個失意賽季；但他並沒有因此放棄，更把握每次上陣機會包括後備入替，而閑時亦經常到健身房鍛鍊自己，更揚言希望留在紅軍。軒達臣的決心和不斷進步令球迷另眼相看，更使他在球季中後段重奪正選。

#### 2013-14球季
狀態大勇的軒達臣在各項賽事中都入球助攻連連，而其耗之不盡的體力，滿場飛奔的特點更令球迷讃嘆，他穩定的發揮使利物浦在該季一直穩守前四位置，更成為爭標份子。
2014年4月13日，排第二的利物浦主場迎戰位列榜首的曼城，紅軍最後成功以3比2力剋藍月亮並於賽後登上榜首。但軒達臣卻在完場前鏟跌拿斯尼直接領紅，需停賽三場，宣告提早結束賽季，無緣餘下三場聯賽。而利物浦只要在接下來三場聯賽不敗已可重奪失落多年的聯賽冠軍，但失去軒達臣控制中場的紅軍卻在三場賽事中取得一勝一和一負的成績，滑鐡盧的紅軍最後被曼城反超前並以2分之微壓過利物浦重登榜首寶座，再次奪得英超冠軍。而領隊羅渣士在失落冠軍後表示，軒達臣在對陣曼城時領紅是不智行為，承認當時失去軒達臣已等同失去英超，可見軒達臣對利物浦的重要性。

#### 2014-15球季
2014年9月16日，在過去一季表現出色的軒達臣取代已離隊的中堅艾加，成為紅軍新任副隊長。
2015年1月20日，聯賽杯四強首回合利物浦主場對陣車路士，隊長謝拉特在下半場中段被換出，他在離場前為軒達臣戴上隊長臂章，這是軒達臣首次在正式比賽上擔任紅軍隊長。

#### 2015-16球季
2015年7月9日，25歲的軒達臣獲利物浦正式任命為新任隊長，以接替剛離隊轉投洛杉磯銀河的紅軍傳奇謝拉特。

#### 2016-17球季
首次出任不熟悉的防中，表現可人。

#### 2017-18球季
軒達臣在2017-18赛季结束时，在所有比赛中出场41次，打进1球。

#### 2018-19球季
軒達臣以隊長身份為利物浦奪得第6個歐洲冠軍聯賽冠軍。

#### 2019-20球季
為利物浦奪得歐冠冠軍。
2019年8月14日，軒達臣以隊長身份帶領利物浦以去季歐聯冠軍身分在歐洲超級盃面對去季歐霸盃冠軍車路士。加時賽過後，兩隊以2-2打成平手。互射十二碼階段，利物浦憑新加盟的門將撲出對方前鋒的十二碼，以總比數7-6（加時賽2-2，互射十二碼5-4）勝出，取得今季首個錦標。
利物浦本季亦以歐洲冠軍的身份，獲得的參賽資格，並由於賽事賽制的關係直入四強。四強階段，利物浦以2-1淘汰中北美洲及加勒比海代表、墨超的蒙特雷進入決賽。其後，在決賽憑費明奴的入球，加時以1-0擊敗南美洲代表、巴甲的，奪得2019年的世冠盃。
2020年3月中旬英超因為新冠肺炎疫情暫停比賽三個多月，聯賽於6月中旬重開後利物浦先在第30輪聯賽作客賽和同市宿敵愛華頓0-0，接著在6月24日第31輪聯賽主場以4-0擊潰水晶宮。翌日，排聯賽榜第二位的曼城於第31輪聯賽以1-2不敵車路士，令在聯賽榜落後利物浦23分的曼城已無法超越利物浦，利物浦籍此奪得球隊史上首座英超冠軍，也是时隔30年再夺英格兰顶级联赛冠军，提早七輪亦是英超歷史上最快奪冠紀錄。最終利物浦取得英超歷來第二最高得分的99分完成本季聯賽。
軒達臣本賽季以隊長身份為利物浦，取得歐洲超級盃、英格蘭頂級聯賽冠軍。

#### 2020-21球季
軒達臣在2021年獲英國政府頒授大英帝國員佐勳章（MBE），以表彰他“為足球和慈善事業做出的貢獻，尤其是在 Covid-19 大流行期間”。

### 伊蒂法克
2023年7月，沙特职业足球联赛俱樂部伊蒂法克成功以1,200萬英鎊收购亨德森，結束与紅军12年的宾主关係。

### 阿賈克斯
2024年1月18日，亨德森與荷兰足球甲级联赛俱樂部阿贾克斯簽約，合約為期兩年半，重返歐洲。

## 國家隊
2010年開始為國家隊效力，同時也在現任教練格里夫·修夫基安排下擔任副隊長一職。
2021年，亨德森同樣也入選因疫情而延後的2020年歐洲國家盃，並在7月4日八強賽中面對烏克蘭替補出場，同時完成頭槌破門，也是他國家隊生涯第一顆進球。

## 生涯數據

### 俱樂部
最後更新：2022年7月3日
| 俱樂部        | 賽季     | 聯賽     | 聯賽 | 聯賽 | 英格蘭足總盃 | 英格蘭足總盃 | 英格蘭足球聯賽盃 | 英格蘭足球聯賽盃 | 歐戰 | 歐戰 | 其他 | 其他 | 總計 | 總計 |
| 俱樂部        | 賽季     | 層級     | 出賽 | 進球 | 出賽         | 進球         | 出賽             | 進球             | 出賽 | 進球 | 出賽 | 進球 | 出賽 | 進球 |
| ------------- | -------- | -------- | ---- | ---- | ------------ | ------------ | ---------------- | ---------------- | ---- | ---- | ---- | ---- | ---- | ---- |
| 桑德蘭        | 2008–09  | 英超     | 1    | 0    | 0            | 0            | 1                | 0                | —    | —    | —    | —    | 2    | 0    |
| 考文垂 (租借) | 2008–09  | 英冠     | 10   | 1    | 3            | 0            | —                | —                | —    | —    | —    | —    | 13   | 1    |
| 桑德蘭        | 2009–10  | 英超     | 33   | 1    | 2            | 0            | 3                | 1                | —    | —    | —    | —    | 38   | 2    |
| 桑德蘭        | 2010–11  | 英超     | 37   | 3    | 1            | 0            | 1                | 0                | —    | —    | —    | —    | 39   | 3    |
| 總計          | 總計     | 總計     | 81   | 5    | 6            | 0            | 5                | 1                | —    | —    | —    | —    | 92   | 6    |
| 利物浦        | 2011–12  | 英超     | 37   | 2    | 5            | 0            | 6                | 0                | —    | —    | —    | —    | 48   | 2    |
| 利物浦        | 2012–13  | 英超     | 30   | 5    | 2            | 0            | 2                | 0                | 10   | 1    | —    | —    | 44   | 6    |
| 利物浦        | 2013–14  | 英超     | 35   | 4    | 3            | 0            | 2                | 1                | —    | —    | —    | —    | 40   | 5    |
| 利物浦        | 2014–15  | 英超     | 37   | 6    | 7            | 0            | 4                | 0                | 6    | 1    | —    | —    | 54   | 7    |
| 利物浦        | 2015–16  | 英超     | 17   | 2    | 0            | 0            | 3                | 0                | 6    | 0    | —    | —    | 26   | 2    |
| 利物浦        | 2016–17  | 英超     | 24   | 1    | 0            | 0            | 3                | 0                | —    | —    | —    | —    | 27   | 1    |
| 利物浦        | 2017–18  | 英超     | 27   | 1    | 1            | 0            | 1                | 0                | 12   | 0    | —    | —    | 41   | 1    |
| 利物浦        | 2018–19  | 英超     | 32   | 1    | 0            | 0            | 1                | 0                | 11   | 0    | —    | —    | 44   | 1    |
| 利物浦        | 2019–20  | 英超     | 30   | 4    | 0            | 0            | 0                | 0                | 6    | 0    | 4    | 0    | 40   | 4    |
| 利物浦        | 2020–21  | 英超     | 21   | 1    | 1            | 0            | 0                | 0                | 6    | 0    | 0    | 0    | 28   | 1    |
| 利物浦        | 2021–22  | 英超     | 35   | 2    | 5            | 0            | 5                | 0                | 12   | 1    | 0    | 0    | 57   | 3    |
| 總計          | 總計     | 總計     | 325  | 29   | 24           | 0            | 27               | 1                | 69   | 3    | 4    | 0    | 449  | 33   |
| 生涯總計      | 生涯總計 | 生涯總計 | 406  | 34   | 30           | 0            | 32               | 2                | 69   | 3    | 4    | 0    | 541  | 39   |

1. 1 2  在歐足總歐洲聯賽出賽
2. 1 2 3 4 5 6  在歐洲冠軍聯賽出賽
3. ↑  英格蘭社區盾1次出賽, 歐洲超級盃1次出賽,國際足總俱樂部世界盃2次出賽

### 國家隊出賽
最後更新：2023年11月17日
| 國家隊           | 年分 | 出賽 | 進球 |
| ---------------- | ---- | ---- | ---- |
| 英格蘭國家足球隊 | 2010 | 1    | 0    |
| 英格蘭國家足球隊 | 2012 | 4    | 0    |
| 英格蘭國家足球隊 | 2013 | 2    | 0    |
| 英格蘭國家足球隊 | 2014 | 11   | 0    |
| 英格蘭國家足球隊 | 2015 | 4    | 0    |
| 英格蘭國家足球隊 | 2016 | 10   | 0    |
| 英格蘭國家足球隊 | 2017 | 4    | 0    |
| 英格蘭國家足球隊 | 2018 | 12   | 0    |
| 英格蘭國家足球隊 | 2019 | 7    | 0    |
| 英格蘭國家足球隊 | 2020 | 3    | 0    |
| 英格蘭國家足球隊 | 2021 | 10   | 2    |
| 英格蘭國家足球隊 | 2022 | 6    | 1    |
| 英格蘭國家足球隊 | 2023 | 7    | 0    |
| 總計             | 總計 | 81   | 3    |

### 國家隊進球
| # | 日期           | 場地                                                     | 場次 | 對賽球隊   | 入球  | 賽果  | 競賽                         |
| - | -------------- | -------------------------------------------------------- | ---- | ---------- | ----- | ----- | ---------------------------- |
| 1 | 2021年7月4日   | 義大利，羅馬 · 奧林匹克體育場（Stadio Olimpico di Roma） | 62   | 乌克兰     | 4 – 0 | 4 – 0 | 2020年歐洲國家盃             |
| 2 | 2021年11月12日 | 英格兰，倫敦 · 溫布利球場（Wembley Stadium）             | 68   | 阿尔巴尼亚 | 3 – 0 | 5 – 0 | 2022年世界盃外圍賽           |
| 3 | 2022年12月5日  | ，豪爾 · 巴伊特體育場（Al Bayt Stadium）                 | 73   | 塞内加尔   | 1 – 0 | 3 – 0 | 2022年國際足總世界盃十六強賽 |

## 技术特点
亨德森擁有出色的身體質素，良好的大局觀、充沛的體力及不俗的傳球能力，無論進攻中場、邊中場甚至防守中場都能勝任，是中場的通天倌。此外亨德森還擁有出色的領導能力和远射能力。

## 個人生活
軒達臣與妻子Rebecca Burnett 育有二名女兒：長女艾莉莎（Elexa），次女艾芭（Alba）。
父親是一名退休警察，曾為England Police XI球員，司職翼鋒；母親則是健身教練。

## 榮譽

### 國家隊
英格兰
- 國際足協世界盃殿軍：2018
- 歐洲足協國家聯賽季軍：2018-19賽季
- 歐洲國家盃亞軍：2020[33]

### 球會
利物浦
- 英格蘭聯賽盃冠軍：2011–12、2021–22
- 歐洲聯賽冠軍盃冠軍：2019
- 歐洲超級盃冠军：2019
- 世界冠軍球會盃冠军：2019[34]
- 英格蘭超級足球聯賽冠军：2019-20
- 英格蘭足總盃冠軍：2021–22
- 英格兰社区盾冠军：2022

### 個人榮譽
- 新特蘭年度最佳年青球員：2009/10賽季；2010/11賽季
- 利物浦年度最佳年青球員：2011/12賽季
- 英格蘭21歲以下最佳球員：2012
- 英超單月最佳進球：2016年9月
- 英格蘭年度最佳男子球員（England Senior Men's Player of the Year）：2019
- 英格蘭FWA足球先生：2019/20賽季
- 利物浦球迷票選賽季最佳球員獎：2019/20賽季
- 入選PFA年度球隊（英格蘭超級聯賽）：2019/20賽季
- 入選ESM年度球隊（歐洲體育）：2019/20賽季

### 勳章
- 大英帝國員佐勳章：2021年[13]

## 外部連結
- 佐敦·軒達臣利物浦官方球員介紹 （页面存档备份，存于）
- Soccerway資料庫：佐敦·軒達臣
- 足球数据库：佐敦·軒達臣的球员统计数据